# Armand Joseph Overnay
Armand Joseph Overnay (Paris, 1er novembre 1798 - Paris 10e, 14 septembre 1869) est un chansonnier et auteur dramatique français.

## Biographie
Fils du chansonnier Nicolas Jean Marie Overnay (né en 1769), un des membres des Soupers de Momus, examinateur des ouvrages dramatiques, ses pièces ont été représentées sur les plus grandes scènes parisiennes du XIXe siècle : Théâtre de l'Ambigu-Comique, Théâtre des Folies-Dramatiques, Théâtre du Palais-Royal, Théâtre du Gymnase, Théâtre de la Porte-Saint-Antoine, etc.

## Œuvres
- Les Bolivars et les Morillos, caricatures en action, en un acte mêlé de vaudevilles, avec Gabriel de Lurieu, 1819
- Le Mari confident, comédie-vaudeville en 1 acte, avec Berrier et Varez, 1820
- L'Épicurien malgré lui, vaudeville en 1 acte, avec Berrier, 1821
- Les Deux Lucas, vaudeville en 1 acte, avec Berrier, 1823
- Fanny, mélodrame en 3 actes, à spectacle, avec Lamarque de Saint-Victor, 1823
- Félix et Roger, pièce en 1 acte, avec Berrier et Hippolyte Lévesque, 1824
- L'Entrée à Reims, divertissement en 1 acte, avec Antoine-Marie Coupart et Jacques-André Jacquelin, 1825
- Les Deux Réputations, comédie-vaudeville en un acte, avec Nézel, 1825
- Six mois de constance, comédie en 1 acte, mêlée de couplets, avec Nézel et Berrier, 1825
- Le Banqueroutier, mélodrame en 3 actes, avec Nézel, 1826
- La Couturière, drame en 3 actes, avec Nézel, 1826
- La Nuit des noces, drame en 3 actes, avec Nézel, 1826
- La Dame voilée, comédie en 3 actes, avec Constant Berrier et Nézel, 1826
- La Chambre de Clairette, ou les Visites par la fenêtre, vaudeville en 1 acte, avec Nézel, 1826
- Cartouche, mélodrame en 3 actes, avec Théodore Nézel, 1827
- Sainte-Périne, ou l'Asile des vieillards, tableau-vaudeville en 1 acte, avec Théaulon et Eugène de Lamerlière, 1827
- Le Chasseur noir, mélodrame en 3 actes à spectacle, avec Benjamin Antier, Frédérick Lemaître et Nézel, 1828
- Les Lanciers et les Marchandes de modes, pièce en 1 acte, mêlée de couplets, avec Antier, Nézel et Varez, 1828
- Je ne chanterai plus ou les Derniers Moments d'un épicurien, romance, adagio, 1830
- John Bull, ou le Chaudronnier anglais, pièce en 2 actes, avec Nézel et Varez, 1831
- La Fille unique, vaudeville en 1 acte, avec Michel-Nicolas Balisson de Rougemont et Armand Lacoste de Saint-Amand, 1831
- Le Watchman, drame en 3 actes et 6 tableaux, avec Antier et Payn, 1831
- Le Tir et le Restaurant, comédie-vaudeville en 1 acte, avec Nézel et Payn, 1831
- Les Fous dramatiques, vaudeville en 1 acte, avec Saint-Amand, 1831
- Marie-Rose, ou la Nuit de Noël, drame en 3 actes, avec Saint-Amand et Payn, 1833
- Judith et Holopherne, épisode de la 1re guerre d'Espagne, vaudeville en 2 actes, avec Emmanuel Théaulon et Nézel, 1834
- L'Heure du rendez-vous, 1835
- Un talisman sous M. de Sartines, vaudeville en 1 acte, avec Nézel, 1835
- Le Doyen de Killerine, comédie-vaudeville en 2 actes, d'après le roman de l'abbé Prévost, avec Adrien Payn, 1836
- Lebel, ou le Premier Valet de chambre, comédie-vaudeville en un acte, 1837
- L'Enfant de Paris, ou Misère et Liberté, vaudeville en 1 acte, avec Nézel, 1838
- La Peur du tonnerre, vaudeville en 1 acte, avec Payn, 1840
- Souvenir de l'Empire, comédie-vaudeville en 2 actes, 1846
- Les Deux Célibats, comédie en 3 actes, en prose, avec de Wailly, 1850
- La Famille du mari, comédie en trois actes, avec de Wailly, 1850
- Contre fortune bon cœur, comédie-vaudeville en un acte, avec Jules de Wailly, 1851